# Kanna Arihara
Kanna Arihara (Arihara Kanna (有原 栞菜?); n. 15 iunie 1993, Yokohama, Japonia), cunoscută profesional ca Kanna (栞菜?), este o actriță japoneză și o fostă cântăreață.